# Ahvenlampi (sjö i Finland, Lappland, lat 66,93, long 25,58)
Ahvenlampi är en sjö i Finland. Den ligger i kommunen Rovaniemi i landskapet Lappland, i den norra delen av landet, 800 km norr om huvudstaden Helsingfors. Ahvenlampi ligger 149,3 meter över havet. Arean är 18,6 hektar och strandlinjen är 1,99 kilometer lång. Sjön  ingår i Kemi älvs huvudavrinningsområde. 